# Regno di Baol
Il regno di Baol è stato uno dei vari regni che nacquero a seguito del collasso dell'impero Wolof (Djolof), nell'odierno Senegal. Era situato nell'ovest del Senegal, a sud del regno di Cayor, ad ovest del regno di Wolof e a nord del Sine.

## Storia
Entrato nell'orbita del regno di Cayor quando questi nel 1566 ottenne l'indipendenza dall'impero Wolof, vi rimase sino al 1686 quando riuscì a secedere, pur mantenendo lo stesso sovrano nella persona di Latir Fal Sukabe. Alla morte di questi, nel 1702 il di lui figlio minore ne divenne il re con il titolo di teigne.
Nel 1877, il damel del Cayor Lat Dior annesse nuovamente il Baol, ponendo termine all'indipendenza del piccolo regno.